# Sven Otto Pettersson
Sven Otto Pettersson (né le 12 février 1848 à Göteborg; † 16 janvier 1941 dans cette même ville) est un chimiste et océanographe suédois.

## Biographie

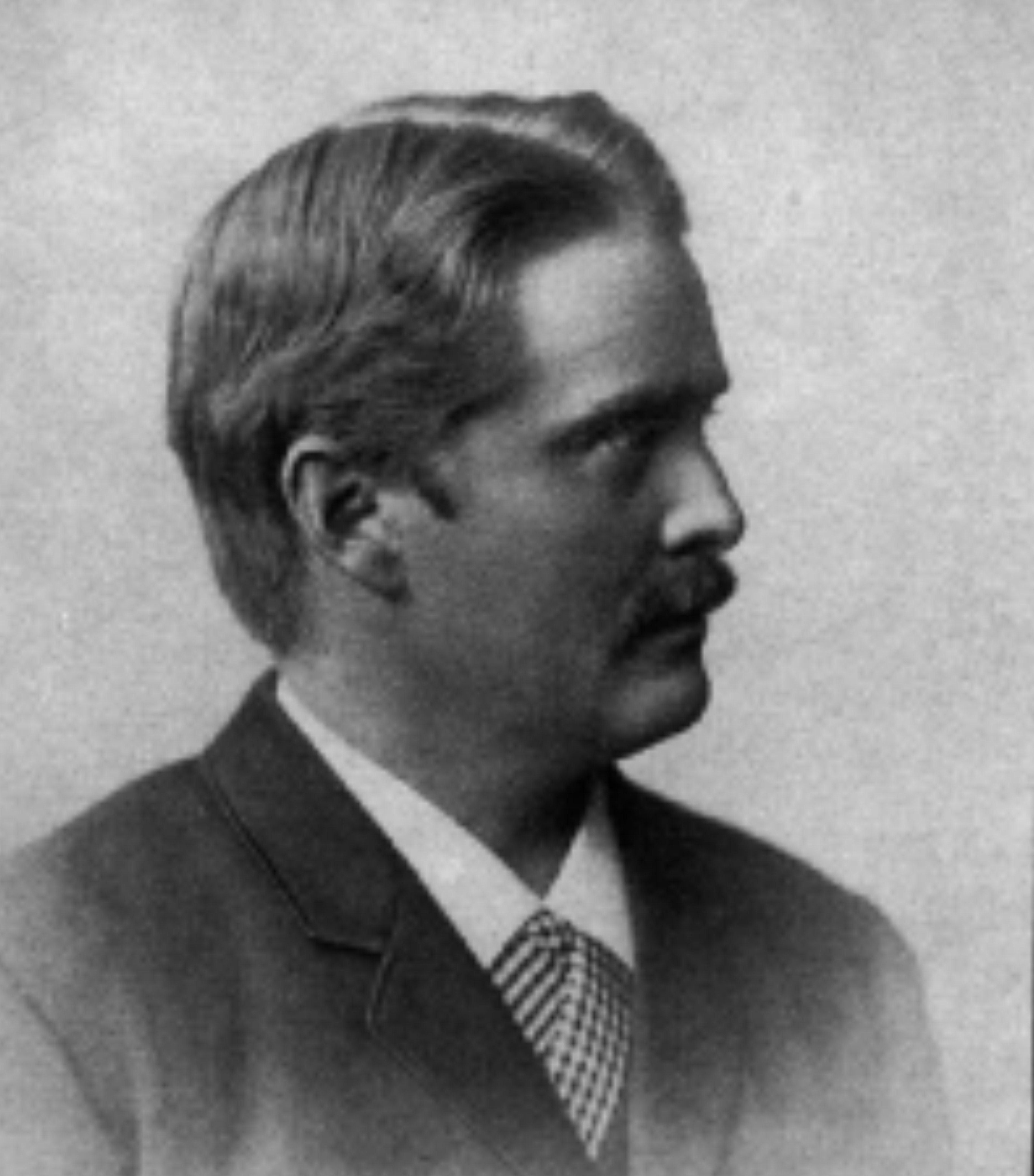
Otto Pettersson vers 1900.

Pettersson étudie la Chimie à l'université d'Uppsala de 1866 à 1872, et y est embauché comme privat-docent de chimie physique en 1874. Recruté en 1881 par l'université de Stockholm, il y obtient la chaire de chimie en 1884. En 1902 il fonde avec Gustaf Ekman (1852–1930) un observatoire hydrographique sur l'île de Stora Bornö, dans le fjord Gullmar. En 1909, il démissionne de sa chaire de chimie à Stockholm pour se consacrer entièrement à cet station expérimentale.
Il travaille d'abord sur la chimie du sélénium et du béryllium, et aux transformations aux hautes températures des complexes anorganiques (particulièrement les chlorures d'indium, de gallium, de fer, d'aluminium, de chrome, du béryllium et des terres rares) ; par la suite, il se consacre à la chimie physique (chaleurs spécifiques, chaleurs latentes de fusion et de cristallisation, etc.). Par Otto Nordenskjöld, il découvrit l'océanographie. Il étudie la formation des glaces en Mer Baltique et dans l'Arctique, ainsi que la variation de la densité de l'eau de mer à différentes températures et salinités. Il met au point des méthodes précises pour l'analyse des gaz et étudie la teneur en gaz dissous des eaux souterraines et de l'eau de mer (eaux de l'Arctique au large de la Sibérie, en Mer du Nord et Mer Baltique). Il collabore avec les pêcheries de hareng de la région du Bohuslän sur les prédictions météorologiques à long terme, sur l'irrégularité des floraisons, sur l'influence de la fonte des glaces sur les courants marins (circulation thermohaline) et l'interdépendance des phénomènes hydrographiques et des conditions atmosphériques. Il découvre en 1909 la périodicité des courants matins profonds.
Il publie en 1898 avec Ekman une histoire de l'hydrographie de l'océan arctique, et en 1923 fait connaître les courants de convection de l'atmosphère en zone marine.
Le premier congrès international d'hydrographie se tient à Stockholm en 1899 à son initiative, et la création du Conseil international pour l'exploration de la mer (CIEM, 1902), qu'il préside de 1915 à 1920, remonte à cet événement. Pettersson est aussi l'expert scientifique de la Commission Hydrographique suédoise (de 1892 à 1900) et de la Commission Bio-hydrographique (à partir de 1901). Élu en 1889 à l'Académie royale des sciences de Suède, la Société suédoise d'anthropologie et de géographie lui décerne la médaille Vega en 1907.

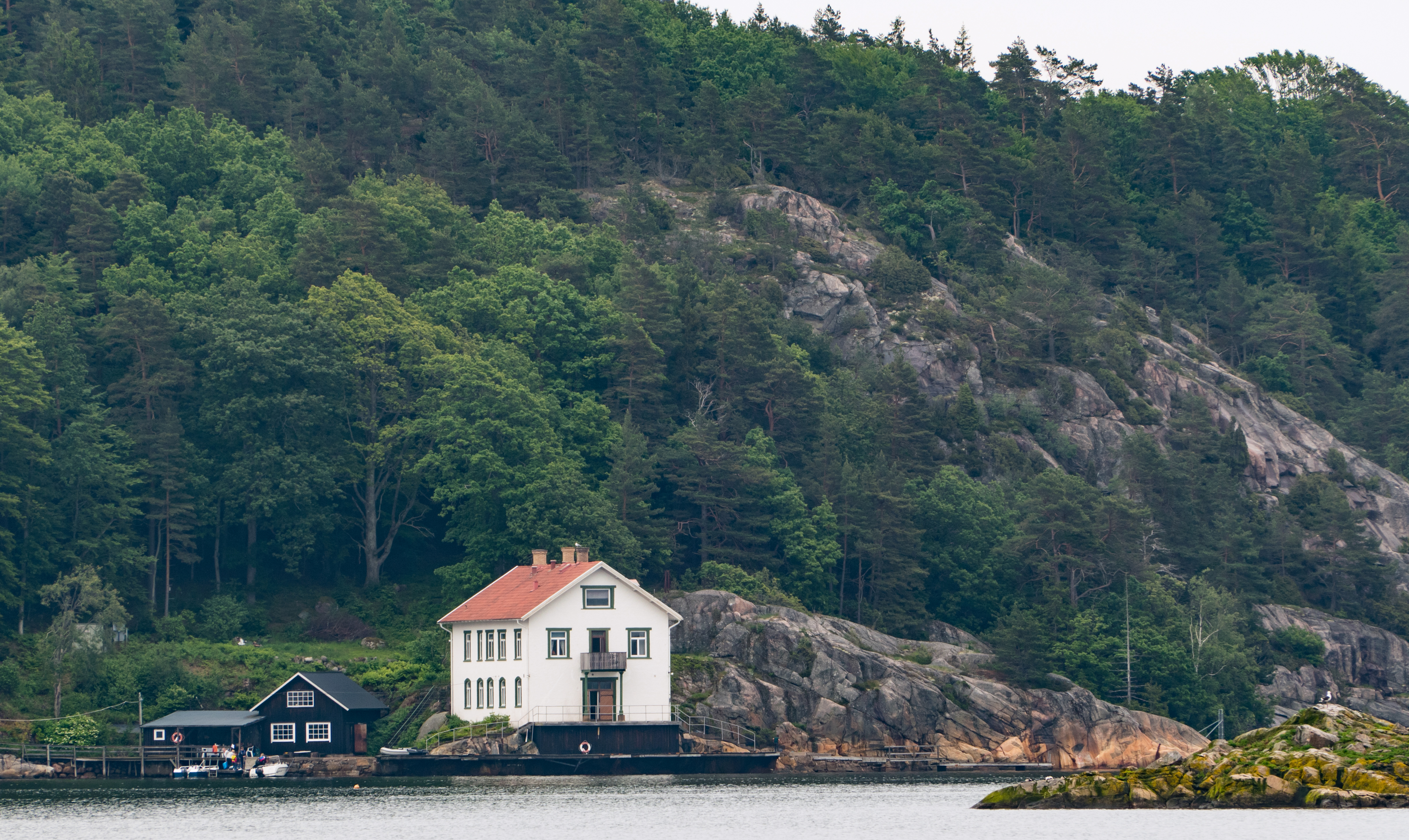
La station hydrographique de Bornö

Il est le père d'Hans Pettersson, lui-même océanographe et physicien.

## Écrits
- On the occurrence of lunar periods in solar activity and the climate of the earth: a study in geophysics and cosmic physics, Springer 1914
- Climatic variations in historic and prehistoric time, Springer 1914
- (de) « Innere Bewegungen in den Zwischenschichten des Meeres und der Atmosphäre », Nova Acta Regiae Societatis Scientiarum Upsaliensis, iV, vol. 6,, no 2,‎ 1923